# Uptown Special
| Críticas profissionais | Críticas profissionais |
| Pontuações agregadas   | Pontuações agregadas   |
| Fonte                  | Avaliação              |
| ---------------------- | ---------------------- |
| Metacritic             | 78/100                 |
| Avaliações da crítica  |                        |
| Fonte                  | Avaliação              |
| AllMusic               | [ 3 ]                  |
| The A.V. Club          | A-                     |
| Daily News             | 3 de 5 estrelas.       |
| The Daily Telegraph    | 4 de 5 estrelas.       |
| Entertainment Weekly   | B+                     |
| The Guardian           | [ 4 ]                  |
| Los Angeles Times      | 3 de 4 estrelas.       |
| Rolling Stone          | 3.5 de 5 estrelas.     |
| Slant Magazine         | [ 5 ]                  |
| Spin                   | 6/10                   |

"Uptown Special" é o quarto álbum de estúdio do produtor musical inglês Mark Ronson. O disco foi lançado em 13 de janeiro de 2015 no Estados Unidos, e em 19 de janeiro de 2015 no Reino Unido. Desde o seu lançamento "Uptown Special" vem recebendo críticas favoráveis dos críticos da música.

## Singles
- "Uptown Funk" foi o primeiro single do álbum, lançado em 10 de novembro de 2014, tendo participação vocal do cantor estadunidense Bruno Mars. A canção foi um grande sucesso comercial, ficando na primeira posição nas paradas musicais da Austrália, Estados Unidos,[7] Reino Unido, Irlanda, Canada, Bélgica, França, entre muitos outros países.[8] [9] [10]

- "Daffodils" é o segundo single do disco, tem a participação vocal de Kevin Parker.[11]

- "Feel Right" foi lançado como o terceiro single, em março de 2015.

## Faixas
| N.º            | Título                                                          | Duração |  |
| 1.             | "Uptown's First Finale" (com Stevie Wonder & Andrew Wyatt)      | 1:38    |  |
| 2.             | "Summer Breaking" (com Kevin Parker)                            | 3:07    |  |
| 3.             | "Feel Right" (com Mystikal)                                     | 3:42    |  |
| 4.             | "Uptown Funk" (com Bruno Mars)                                  | 4:29    |  |
| 5.             | "I Can't Lose" (com Keyone Starr)                               | 3:16    |  |
| 6.             | "Daffodils" (com Kevin Parker)                                  | 4:58    |  |
| 7.             | "Crack in the Pearl" (com Andrew Wyatt)                         | 2:25    |  |
| 8.             | "In Case of Fire" (com Jeff Bhasker)                            | 4:33    |  |
| 9.             | "Leaving Los Feliz" (com Kevin Parker)                          | 4:18    |  |
| 10.            | "Heavy and Rolling" (com Andrew Wyatt)                          | 3:57    |  |
| 11.            | "Crack in the Pearl, Pt. II" (com Stevie Wonder & Jeff Bhasker) | 2:16    |  |
| Duração total: | Duração total:                                                  | 38:39   |  |

## Performance comercial
O álbum estreou na quinta posição na Billboard 200, vendendo um total de 76.727 exemplares na primeira semana, sendo 30.047 cópias fisicas. Vendas individuais e streaming compõem os restantes 46.680.

## Desempenho nas paradas
| Paradas (2015)                 | Melhor posição |
| ------------------------------ | -------------- |
| Austrália (ARIA)               | 2              |
| Bélgica (Ultratop Flandres)    | 12             |
| Bélgica (Ultratop Valônia)     | 36             |
| Estados Unidos (Billboard 200) | 5              |
| França (SNEP)                  | 18             |
| Irlanda (IRMA)                 | 7              |
| Itália (FIMI)                  | 72             |
| Nova Zelândia (RMNZ)           | 10             |
| Países Baixos (Dutch Charts)   | 5              |
| Reino Unido (UK Albums Chart)  | 1              |
| Suécia (Sverigetopplistan)     | 59             |
| Suíça (Schweizer Hitparade)    | 3              |